# 배민정
배민정(1993년 4월 10일 ~ )은 대한민국의 배우이다.

## 학력
- 동덕여자대학교 방송연예학과

## 연기 활동

### 드라마
- 2014년 KBS2 월화드라마 《내일도 칸타빌레》 ... 정시원 역
- 2015년 KBS2 웹드라마 《KBS 웹드라마 스페셜 - 프린스의 왕자》 ... 소윤 역
- 2015년 MBC 수목드라마 《그녀는 예뻤다》 ... 박이경 역
- 2017년 MBC 월화드라마 《투깝스》 ... 정나미 역
- 2018년 OCN 주말드라마 《플레이어》 ... 수한나 역
- 2023년 JTBC 주말드라마 《킹더랜드》 ... 사무장 역

### 영화
- 《미쓰 와이프》 (2015년) - 정장녀 역
- 《조작된 도시》 (2017년) - 추예리 역
- 《태백권》 (2020년) - 이희원 역